# استراتيجيات بورتر العامة
تصف استراتيجيات مايكل بورتر العامة كيف يمكن للشركة أن تسعى للحصول على ميزة تنافسية عبر نطاق السوق الذي اختارته. هناك ثلاث استراتيجيات عامة : التكلفة المنخفضة، أو التمييز بين المنتجات، أو التركيز. تتضمن استراتيجية التركيز نوعين : التركيز على التكلفة والتركيز على التمايز، و بالتالي من الممكن رؤية المفهوم من حيث أربع استراتيجيات متميزة.
تختار الشركة متابعة أحد نوعين من المزايا التنافسية، إما من خلال تكاليف أقل من منافسيها أو من خلال التمييز بين نفسها على طول الأبعاد التي يقدرها العملاء للحصول على سعر أعلى. كما تختار الشركة أحد نوعين من النطاق، إما التركيز ( تقديم منتجاتها إلى قطاعات مختارة من السوق ) أو على مستوى الصناعة، تقديم منتجاتها عبر العديد من قطاعات السوق. تعكس الاستراتيجية العامة الاختيارات التي تم اتخاذها فيما يتعلق بنوع الميزة التنافسية ونطاقها. تم وصف هذا المفهوم من قبل مايكل بورتر في عام 1980.

## مفهوم
كتب بورتر في عام 1980 أن الاستراتيجية تستهدف إما قيادة التكلفة، أو التمايز، أو التركيز. وتُعرف هذه الاستراتيجيات الثلاث بأنها استراتيجيات عامة يمكن تطبيقها على أي حجم أو شكل من أشكال الأعمال. وزعم بورتر أن الشركة يجب أن تختار واحداً فقط من الثلاثة و إلا فإنها تخاطر بإهدار مواردها الثمينة. تفصل استراتيجيات بورتر العامة التفاعل بين استراتيجيات تقليل التكلفة، و استراتيجيات التمييز بين المنتجات، و استراتيجيات التركيز على السوق للشركات.
وصف مايكل بورتر الصناعة بأنها تتكون من عدة قطاعات يمكن للشركة استهدافها. يشير نطاق الاستهداف إلى النطاق التنافسي للشركة. قام بورتر بتعريف نوعين من الميزة التنافسية : التكلفة المنخفضة أو التمايز النسبي مع المنافسين. إن تحقيق الميزة التنافسية يأتي نتيجة لقدرة الشركة على التعامل مع القوى الخمس بشكل أفضل من منافسيها. كتب بورتر: " يتطلب تحقيق الميزة التنافسية من الشركة اتخاذ قرار بشأن نوع الميزة التنافسية التي تسعى إلى تحقيقها ونطاق تحقيقها ". و كتب أيضًا : " إن النوعين الأساسيين للميزة التنافسية [ التمايز وانخفاض التكلفة ]، بالإضافة إلى نطاق الأنشطة التي تسعى الشركة إلى تحقيقها، يؤديان إلى ثلاث استراتيجيات عامة لتحقيق أداء يفوق المتوسط في أي قطاع : الريادة في التكلفة، و التمايز، و التركيز. و لاستراتيجية التركيز نوعان : التركيز على التكلفة و التركيز على التمايز ".
على العموم:
- إذا كانت الشركة تستهدف العملاء في معظم أو كل قطاعات الصناعة على أساس تقديم أدنى سعر، فإنها تتبع استراتيجية قيادة التكلفة؛
- إذا كانت الشركة تستهدف العملاء في معظم أو كل القطاعات على أساس سمات أخرى غير السعر ( على سبيل المثال، من خلال جودة المنتج أو الخدمة الأعلى ) للحصول على سعر أعلى، فإنها تسعى إلى استراتيجية التمايز. وهي تحاول أن تميز نفسها على هذه الأبعاد بشكل إيجابي مقارنة بمنافسيها. إنها تسعى إلى تقليل التكاليف في المجالات التي لا تميزها، لتظل قادرة على المنافسة من حيث التكلفة؛ أو
- إذا كان التركيز على جزء واحد أو أجزاء قليلة، فهو يتبع استراتيجية التركيز. قد تحاول الشركة تقديم تكلفة أقل في هذا النطاق ( التركيز على التكلفة ) أو تمييز نفسها في هذا النطاق ( التركيز على التمايز ).[2]

استراتيجيات مايكل بورتر الثلاث العامة

كان مفهوم الاختيار منظورًا مختلفًا للإستراتيجية، حيث كان نموذج السبعينيات هو السعي وراء حصة السوق ( الحجم و النطاق ) المتأثر بمنحنى الخبرة. إن الشركات التي سعت إلى الحصول على أعلى حصة في السوق لتحقيق مزايا التكلفة تندرج تحت استراتيجية بورتر العامة للقيادة من حيث التكلفة، ولكن مفهوم الاختيار فيما يتعلق بالتمايز والتركيز يمثل منظورًا جديدًا.
و شدد بورتر على فكرة أنه ينبغي للشركة أن تتبنى استراتيجية واحدة فقط، وأن الفشل في القيام بذلك سيؤدي إلى سيناريو " الوقوع في المنتصف " الموضح أعلاه. وناقش فكرة مفادها أن ممارسة أكثر من استراتيجية واحدة من شأنها أن تؤدي إلى فقدان التركيز الكامل للمنظمة : وبالتالي لا يمكن تحديد اتجاه واضح للمسار المستقبلي. تعتمد الحجة على الأساس القائل بأن التمايز سوف يتسبب في تكاليف للشركة وهو ما يتناقض بوضوح مع أساس استراتيجية التكلفة المنخفضة ومن ناحية أخرى فإن المنتجات الموحدة نسبيًا ذات الميزات المقبولة لدى العديد من العملاء لن تحمل أي تمايز وبالتالي فإن استراتيجية القيادة من حيث التكلفة والتمايز ستكون متعارضة. يتعارض هدفان أساسيان هما الريادة منخفضة التكلفة و التمايز مع بعضهما البعض مما يؤدي إلى عدم وجود اتجاه سليم للشركة.

## أصل
أشارت الأبحاث التجريبية حول تأثير استراتيجية التسويق على الربح إلى أن الشركات التي تتمتع بحصة سوقية عالية كانت مربحة للغاية في كثير من الأحيان، ولكن كان الأمر كذلك بالنسبة للعديد من الشركات ذات الحصة السوقية المنخفضة. و كانت الشركات الأقل ربحية هي تلك التي تتمتع بحصة سوقية معتدلة. وقد أُشير إلى هذه المشكلة أحيانًا باسم مشكلة الثقب في المنتصف. تفسير بورتر لهذا هو أن الشركات ذات الحصة السوقية العالية كانت ناجحة لأنها اتبعت استراتيجية القيادة من حيث التكلفة، و الشركات ذات الحصة السوقية المنخفضة كانت ناجحة لأنها استخدمت تقسيم السوق للتركيز على شريحة سوقية صغيرة ولكنها مربحة. كانت الشركات في الوسط أقل ربحية لأنها لم تكن لديها استراتيجية.
و اقترح بورتر أن الجمع بين استراتيجيات متعددة يكون ناجحا في حالة واحدة فقط. وقد تم اعتبار الجمع بين استراتيجية تقسيم السوق و استراتيجية التمييز بين المنتجات طريقة فعالة لمطابقة استراتيجية المنتج الخاصة بالشركة ( جانب العرض ) مع خصائص قطاعات السوق المستهدفة ( جانب الطلب ). ولكن مجموعات مثل الريادة في التكلفة مع التمايز في المنتجات كانت تعتبر صعبة التنفيذ ( ولكنها ليست مستحيلة )، بسبب احتمال الصراع بين تقليل التكاليف والتكلفة الإضافية للتمايز في القيمة المضافة.
منذ ذلك الوقت، أشارت الأبحاث التجريبية إلى أن الشركات التي تسعى إلى تحقيق التمايز و استراتيجيات التكلفة المنخفضة قد تكون أكثر نجاحًا من الشركات التي تسعى إلى تحقيق استراتيجية واحدة فقط.
وقد أقام بعض المعلقين التمييز بين القيادة من حيث التكلفة، أي الاستراتيجيات منخفضة التكلفة، واستراتيجيات أفضل التكلفة. يزعمون أن الاستراتيجية منخفضة التكلفة نادراً ما تكون قادرة على توفير ميزة تنافسية مستدامة. في أغلب الحالات تنتهي الشركات إلى حروب الأسعار. وبدلاً من ذلك، فإنهم يزعمون أن استراتيجية التكلفة الأفضل هي المفضلة. يتضمن هذا تقديم أفضل قيمة بسعر منخفض نسبيًا.

## استراتيجية قيادة التكلفة
تتضمن استراتيجيات قيادة التكلفة فوز الشركة بحصة سوقية من خلال جذب العملاء المهتمين بالتكلفة أو الحساسين للسعر. ويتم تحقيق ذلك من خلال الحصول على أدنى الأسعار في شريحة السوق المستهدفة، أو على الأقل أدنى نسبة السعر إلى القيمة ( السعر مقارنة بما يتلقاه العملاء ). ولكي تنجح الشركة في تقديم أدنى سعر مع تحقيق الربحية وعائد مرتفع على الاستثمار، يتعين عليها أن تكون قادرة على العمل بتكلفة أقل من منافسيها. هناك ثلاث طرق رئيسية لتحقيق ذلك.
النهج الأول هو تحقيق استغلال عالي للأصول. في قطاعات الخدمات، قد يعني هذا على سبيل المثال مطعمًا يقلب الطاولات بسرعة كبيرة، أو شركة طيران تحول رحلاتها بسرعة كبيرة. في التصنيع، سوف يتضمن ذلك إنتاج كميات كبيرة من الناتج. وتعني هذه الأساليب توزيع التكاليف الثابتة على عدد أكبر من وحدات المنتج أو الخدمة، مما يؤدي إلى انخفاض تكلفة الوحدة، أي أن الشركة تأمل في الاستفادة من اقتصاديات الحجم وتأثيرات منحنى الخبرة. بالنسبة للشركات الصناعية، أصبح الإنتاج الضخم بمثابة استراتيجية و هدف في حد ذاته. تتطلب المستويات الأعلى من الإنتاج حصة سوقية عالية و تؤدي إلى ذلك، كما أنها تخلق حاجز دخول للمنافسين المحتملين، الذين قد لا يتمكنون من تحقيق الحجم اللازم لمواكبة التكاليف والأسعار المنخفضة للشركات.
أما البعد الثاني فهو تحقيق انخفاض تكاليف التشغيل المباشرة وغير المباشرة. ويتم تحقيق ذلك من خلال تقديم كميات كبيرة من المنتجات الموحدة، و تقديم منتجات أساسية بسيطة، و الحد من التخصيص و الشخصنة للخدمة. يتم الحفاظ على انخفاض تكاليف الإنتاج من خلال استخدام عدد أقل من المكونات، و استخدام المكونات القياسية، والحد من عدد النماذج المنتجة لضمان تشغيليات إنتاج أكبر. يتم الحفاظ على النفقات العامة منخفضة من خلال دفع أجور منخفضة، و تحديد أماكن العمل في مناطق ذات إيجارات منخفضة، و إنشاء ثقافة تهتم بالتكاليف، وما إلى ذلك. ويتطلب الحفاظ على هذه الاستراتيجية البحث المستمر عن خفض التكاليف في جميع جوانب العمل. و سوف يشمل ذلك الاستعانة بمصادر خارجية، والسيطرة على تكاليف الإنتاج، وزيادة استغلال قدرات الأصول، و تقليل التكاليف الأخرى بما في ذلك التوزيع، والبحث و التطوير، و الإعلان. و تتمثل استراتيجية التوزيع المرتبطة في الحصول على أوسع توزيع ممكن. تتضمن الإستراتيجية الترويجية في كثير من الأحيان محاولة تحويل ميزات المنتج منخفضة التكلفة إلى فضيلة.
البعد الثالث هو السيطرة على سلسلة القيمة التي تشمل جميع المجموعات الوظيفية ( التمويل، والإمداد / المشتريات، و التسويق، و المخزون، و تكنولوجيا المعلومات و ما إلى ذلك ) لضمان انخفاض التكاليف. و في سياق سلسلة التوريد، يمكن تحقيق ذلك من خلال الشراء بالجملة للاستمتاع بخصومات الكمية، و ضغط الموردين على الأسعار، و إقامة مناقصات تنافسية للعقود، و العمل مع البائعين للحفاظ على انخفاض المخزونات باستخدام أساليب مثل الشراء في الوقت المناسب أو المخزون المُدار من قبل البائعين. تشتهر شركة وول مارت بالضغط على مورديها لضمان أسعار منخفضة لسلعها. و يمكن أن تأتي مزايا المشتريات الأخرى من خلال الوصول التفضيلي إلى المواد الخام، أو التكامل الخلفي. بالنسبة للشركة التي تتحكم في جميع المجموعات الوظيفية، فإن هذا مناسب لقيادة التكلفة؛ أما بالنسبة للشركة التي تتحكم في مجموعة وظيفية واحدة فقط، فإن هذا هو التمايز. على سبيل المثال، نجحت شركة ديل، وهي الشركة الموردة لأجهزة الكمبيوتر، في تحقيق حصة سوقية في البداية من خلال إبقاء المخزونات منخفضة وبناء أجهزة الكمبيوتر فقط حسب الطلب من خلال تطبيق استراتيجيات التمايز في سلسلة التوريد / المشتريات. وسيتم توضيح ذلك في أقسام أخرى. [أين؟]
إن استراتيجيات قيادة التكلفة لا تكون قابلة للتطبيق إلا بالنسبة للشركات الكبيرة التي تتمتع بفرصة التمتع باقتصاديات الحجم و حجم الإنتاج الكبير وحصة كبيرة في السوق. يمكن للشركات الصغيرة أن تكون " مركزة على التكلفة " و ليس "رائدة في التكلفة " إذا كانت تتمتع بأي مزايا تساعد على انخفاض التكاليف. على سبيل المثال، يمكن لمطعم محلي في موقع منخفض الإيجار أن يجذب عملاء حساسين للسعر إذا كان يقدم قائمة طعام محدودة، ومعدل دوران سريع للطاولات، ويوظف موظفين بأجور الحد الأدنى. إن ابتكار المنتجات أو العمليات قد يمكّن أيضًا شركة ناشئة أو صغيرة من تقديم منتج أو خدمة أرخص حيث أصبحت تكاليف وأسعار الشركات القائمة مرتفعة للغاية. ومن الأمثلة على ذلك نجاح شركات الطيران الاقتصادية منخفضة التكلفة، التي على الرغم من امتلاكها طائرات أقل من شركات الطيران الكبرى، تمكنت من تحقيق نمو في حصتها في السوق من خلال تقديم خدمات رخيصة بدون زخرفة وبأسعار أرخص بكثير من أسعار الشركات الأكبر القائمة. في البداية اختارت شركات الطيران منخفضة التكلفة استراتيجيات " تركز على التكلفة "، ولكن في وقت لاحق عندما نما السوق، بدأت شركات الطيران الكبرى في تقديم نفس السمات منخفضة التكلفة، وبالتالي أصبح التركيز على التكلفة هو الريادة في التكلفة.
قد يكون لاستراتيجية قيادة التكلفة هو عيب انخفاض ولاء العملاء، حيث سيتحول العملاء الحساسون للسعر بمجرد توفر بديل أقل سعراً. إن السمعة السيئة للشركة باعتبارها رائدة من حيث التكلفة قد تؤدي أيضًا إلى سمعة سيئة الجودة، مما قد يجعل من الصعب على الشركة إعادة تسمية نفسها أو منتجاتها إذا اختارت التحول إلى استراتيجية التمايز في المستقبل.

## استراتيجية التمايز
إن الشركات التي تطبق هذه الاستراتيجية تعمل على التمييز بين منتجاتها / خدماتها بطريقة ما حتى تتمكن من المنافسة بنجاح. ومن الأمثلة على الاستخدام الناجح لاستراتيجية التمييز : Hero، و Asian Paints، و HUL، و الأحذية الرياضية Nike ( الصورة والعلامة التجارية )، وBMW Group Automobiles، و بتروناس BioProducts، و أبل ( تصميم المنتج )، وسيارات مرسيدس-بنز.
إن استراتيجية التمييز مناسبة عندما لا يكون قطاع العملاء المستهدف حساسًا للسعر، أو عندما يكون السوق تنافسيًا أو مشبعًا، أو عندما يكون لدى العملاء احتياجات محددة للغاية و التي قد لا يتم تلبيتها بشكل كافٍ، أو عندما تمتلك الشركة موارد وقدرات فريدة تمكنها من تلبية هذه الاحتياجات بطرق يصعب نسخها. وقد تشمل هذه العناصر براءات الاختراع أو غيرها من الملكية الفكرية، أو الخبرة التقنية الفريدة ( على سبيل المثال مهارات التصميم لدى شركة أبل أو براعة شركة بيكسار في الرسوم المتحركة )، أو الموظفين الموهوبين ( على سبيل المثال نجوم فريق رياضي أو نجوم التداول في شركة وساطة )، أو العمليات المبتكرة. يتجلى التمايز الناجح عندما تحقق الشركة سعرًا مميزًا للمنتج أو الخدمة، أو زيادة الإيرادات لكل وحدة، أو ولاء المستهلكين لشراء منتج الشركة أو خدمتها ( ولاء العلامة التجارية ). يؤدي التمييز إلى تحقيق الربحية عندما يفوق السعر المضاف للمنتج التكلفة الإضافية للحصول على المنتج أو الخدمة ولكنه غير فعال عندما يمكن لمنافسيه تكرار تفرده بسهولة. و تؤدي إدارة العلامة التجارية الناجحة أيضًا إلى تحقيق تفرد ملحوظ حتى عندما يكون المنتج المادي هو نفسه المنتج الذي ينتجه المنافسون. بهذه الطريقة، تمكنت شركة تشيكيتا من وضع العلامة التجارية على الموز، واستطاعت شركة ستاربكس وضع العلامة التجارية على القهوة، و استطاعت شركة نايكي وضع العلامة التجارية على الأحذية الرياضية. تعتمد العلامات التجارية للأزياء بشكل كبير على هذا الشكل من التمييز بين الصور.
استراتيجية التمييز ليست مناسبة للشركات الصغيرة. ومن المناسب أكثر للشركات الكبيرة أن تطبق التمايز في أي مجموعة وظيفية واحدة أو أكثر ( التمويل، الشراء، التسويق، المخزون، إلخ ). هذه النقطة مهمة. على سبيل المثال، تستخدم شركة جنرال إلكتريك قسمها المالي لتمييز نفسها. قد تقوم الشركة بذلك بمعزل عن استراتيجيات أخرى أو بالاشتراك مع استراتيجيات التركيز ( يتطلب ذلك المزيد من الاستثمار الأولي ). إن استخدام استراتيجية التمييز ( بالنسبة للشركات الكبيرة ) بالتزامن مع استراتيجيات تكلفة التركيز أو استراتيجيات التمييز المركز يوفر ميزة كبيرة. وتعتبر مشروبات كوكاكولا ورويال كراون من الأمثلة الجيدة على ذلك.
يزعم هنري مينتزبيرج، وهو كاتب أعمال آخر، أن قيادة التكلفة هي في الواقع شكل من أشكال التمايز، وذلك باستخدام سعر أقل كشكل من أشكال التمايز.

### المتغيرات في استراتيجية التمايز
يرى نموذج قيمة المساهمين أن توقيت استخدام المعرفة المتخصصة يمكن أن يخلق ميزة التمايز طالما ظلت المعرفة فريدة من نوعها. يشير هذا النموذج إلى أن العملاء يشترون المنتجات أو الخدمات من منظمة ما حتى يتمكنوا من الوصول إلى معرفتها الفريدة. الميزة ثابتة و ليست ديناميكية، لأن عملية الشراء هي حدث لمرة واحدة.
يعتمد نموذج الموارد غير المحدودة على استخدام المنافسين من خلال ممارسة استراتيجية التمايز. يمكن للمنظمة التي تتمتع بموارد أكبر أن تدير المخاطر و تحافظ على الأرباح بسهولة أكبر من المنظمة التي تتمتع بموارد أقل. و هذا يوفر ميزة قصيرة المدى فقط. إذا كانت الشركة تفتقر إلى القدرة على الابتكار المستمر، فإنها لن تتمكن من الحفاظ على مكانتها التنافسية بمرور الوقت.

## استراتيجيات التركيز
لا يعد هذا البعد استراتيجية منفصلة للشركات الكبيرة بسبب ظروف السوق الصغيرة. قد تختار الشركات الكبيرة التي اختارت تطبيق استراتيجيات التمايز أيضًا تطبيقها جنبًا إلى جنب مع استراتيجيات التركيز ( سواء التكلفة أو التمايز ). و من ناحية أخرى، تعد هذه الاستراتيجية مناسبة بالتأكيد للشركات الصغيرة، وخاصة تلك التي ترغب في تجنب المنافسة مع الشركات الكبيرة.
عند تبني تركيز ضيق، تركز الشركة بشكل مثالي على عدد قليل من الأسواق المستهدفة ( و تسمى أيضًا استراتيجية التجزئة أو استراتيجية المتخصصة ). ينبغي أن تكون هذه مجموعات متميزة ذات احتياجات متخصصة. يجب أن يعتمد اختيار تقديم أسعار منخفضة أو منتجات / خدمات متميزة على احتياجات القطاع المحدد و موارد وقدرات الشركة. من المأمول أنه من خلال تركيز جهودك التسويقية على قطاع أو قطاعين ضيقين من السوق وتخصيص المزيج التسويقي لهذه الأسواق المتخصصة، يمكنك تلبية احتياجات هذا السوق المستهدف بشكل أفضل. تسعى الشركة عادة إلى الحصول على ميزة تنافسية من خلال ابتكار المنتج و / أو تسويق العلامة التجارية بدلاً من الكفاءة. ينبغي أن تستهدف الاستراتيجية المحددة قطاعات السوق الأقل عرضة للبدائل أو حيث تكون المنافسة أضعف من أجل تحقيق عائد على الاستثمار أعلى من المتوسط.
و من الامثلة على الشركات الأمريكية التي تستخدم استراتيجية التركيز شركة Southwest Airlines، التي تقدم رحلات جوية قصيرة المدى من نقطة إلى نقطة على النقيض من نموذج المحور و المتحدث لشركات الطيران الرئيسية، United Airlines وAmerican Airlines.

## التطورات اللاحقة
قام مايكل تريسي و فريد ويرسيما ( 1993 ) بتعديل استراتيجيات بورتر الثلاث في كتابهما "انضباط قادة السوق ‏" لوصف ثلاثة " انضباطات قيمة " أساسية يمكنها خلق قيمة للعملاء وتوفير ميزة تنافسية : وهي التميز التشغيلي، وقيادة المنتج، وألفة العملاء.

## انتقادات الاستراتيجيات العامة
و قد شكك العديد من المعلقين في استخدام الاستراتيجيات العامة، مدعين أنها تفتقر إلى التحديد، وتفتقر إلى المرونة، و أنها محدودة، و أثارت تحديات تجريبية لنموذج بورتر.
يتساءل ميلر حول فكرة " الوقوع في المنتصف ". و يزعم أن هناك أرضية مشتركة قابلة للتطبيق بين الاستراتيجيات. على سبيل المثال، دخلت العديد من الشركات السوق كلاعب متخصص وتوسعت تدريجيا. وفقا لبادن فولر وستوبفورد ( 1992 ) فإن الشركات الأكثر نجاحا هي تلك التي تستطيع حل ما يسمونه " معضلة الأضداد ". و علاوة على ذلك، أظهرت دراسة ريفز وروتليدج ( 2013 ) حول روح المبادرة أن هذا يعد عاملاً رئيسياً في نجاح المنظمة، و كان التمايز و الريادة من حيث التكلفة أقل العوامل أهمية.
و مع ذلك، و على النقيض من مبررات بورتر، فقد أظهرت الأبحاث المعاصرة أدلة على نجاح الشركات التي تمارس مثل هذه " الإستراتيجية الهجينة ". كتابات بحثية لديفيس ( 1984 نقلاً عن براجوجو 2007، ص. 74 ) تنص على أن الشركات التي تستخدم استراتيجية الأعمال الهجينة ( استراتيجية التكلفة المنخفضة و التمايز ) تتفوق على الشركات التي تتبنى استراتيجية عامة واحدة. و بمشاركة نفس و جهة النظر، هيل ( 1988 نقلاً عن أكان و آخرون 2006، ص.  49 ) تحدى مفهوم بورتر فيما يتعلق بالحصرية المتبادلة بين استراتيجية التكلفة المنخفضة و استراتيجية التمايز و زعم أيضًا أن الجمع الناجح بين هاتين الاستراتيجيتين سيؤدي إلى ميزة تنافسية مستدامة. أما بالنسبة لرايت و آخرين ( 1990 نقلاً عن أكان وآخرون 2006، ص.  50 ) هناك حاجة إلى استراتيجيات عمل متعددة للاستجابة بشكل فعال لأي حالة بيئية. في منتصف إلى أواخر الثمانينيات حيث كانت البيئات مستقرة نسبيًا لم تكن هناك حاجة إلى المرونة في استراتيجيات الأعمال ولكن البقاء في سياقات السوق الحالية سريعة التغير وغير القابلة للتنبؤ إلى حد كبير سوف يتطلب المرونة لمواجهة أي طارئ ( أندرسون 1997، جولدمان و آخرون 1995، باين 1993 نقلاً عن راداس 2005، ص.  197 ). بعد مرور أحد عشر عامًا، راجع بورتر تفكيره وقبل حقيقة أن استراتيجية الأعمال الهجينة يمكن أن توجد ( استشهد بورتر بـ Prajogo 2007، ص.  70 ) و يكتب بالطريقة التالية.
على الرغم من أن بورتر كان لديه تبرير أساسي في مفهومه حول عدم صلاحية استراتيجية الأعمال الهجينة، فإن ظروف السوق المتقلبة والمضطربة للغاية لن تسمح ببقاء استراتيجيات الأعمال الجامدة لأن التأسيس الطويل الأجل سيعتمد على المرونة والاستجابة السريعة لظروف السوق و البيئة. ستؤدي الاضطرابات السوقية و البيئية إلى تأثيرات و خيمة على التأسيس الجذري للشركة. إذا كانت استراتيجية عمل الشركة غير قادرة على التعامل مع الطوارئ البيئية و السوقية، فإن البقاء على المدى الطويل يصبح غير واقعي. إن تقسيم الاستراتيجية إلى مسارات مختلفة بهدف استغلال الفرص وتجنب التهديدات التي تخلقها ظروف السوق سيكون نهجًا عمليًا للشركة. يحدد التحليل النقدي الذي أجري بشكل منفصل لاستراتيجية قيادة التكلفة و استراتيجية التمايز القيمة الأساسية في كلتا الاستراتيجيتين في خلق والحفاظ على الميزة التنافسية. يمكن الوصول إلى أداء ثابت ومتفوق على المنافسة من خلال أسس أقوى في حالة اعتماد " استراتيجية هجينة ". و بناءً على السوق والظروف التنافسية، ينبغي تعديل الاستراتيجية الهجينة فيما يتصل بمدى إعطاء الأولوية لكل استراتيجية عامة ( قيادة التكلفة أو التمايز ) في الممارسة العملية.